# Газета Выборча

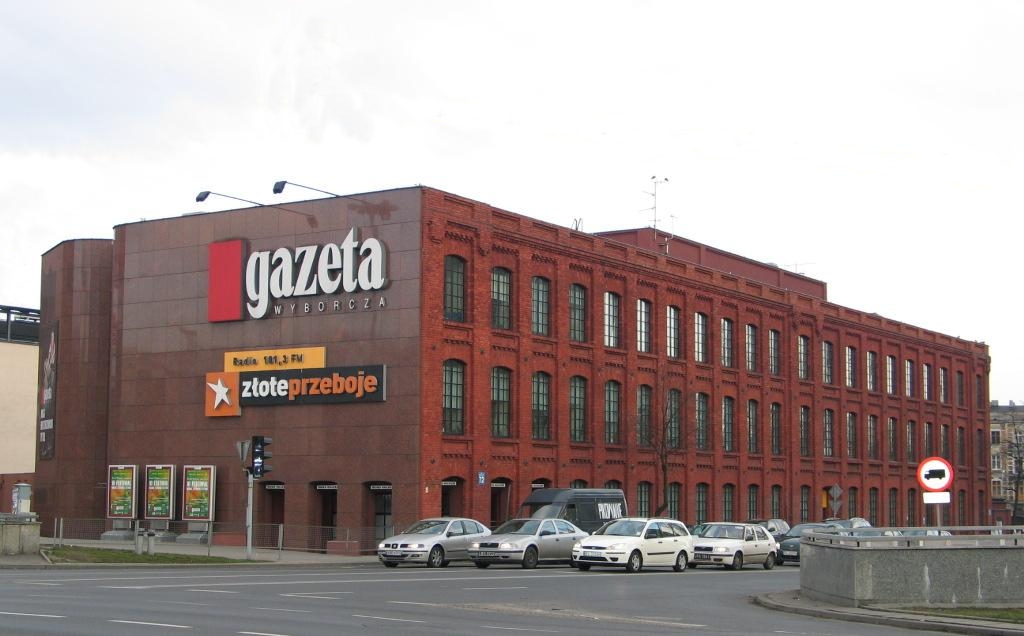
Редакция в Лодзи

«Газе́та Выбо́рча» («Gazeta Wyborcza», с пол. — «Газета избирателя») — польская ежедневная общественно-политическая газета. Одно из самых известных современных польских изданий. Главный редактор — Адам Михник. Издаётся с 1989 года.

## История
Газета начала выходить для информационной поддержки независимой федерации профсоюзов «Солидарность» в предвыборной кампании.
Первый номер газеты вышел 8 мая 1989 года, состоял из восьми полос и разошелся тиражом в 150 000 экземпляров. «Газета Выборча» стала первой легальной газетой, представляющей оппозиционные правительству взгляды. Главным редактором с самого начала выхода газеты стал Адам Михник, известный польский диссидент. В июне 1989 года в Польше прошли первые свободные выборы, на которых «Солидарность» получила 99 % мест в Сенате.
Первая редакция газеты «Выборчей» располагалась в заброшенных детских яслях. «Ясельный период» газета преодолела быстро, с каждым днём становясь всё более влиятельной и прибыльной. Десять лет спустя юбилей газеты отмечал уже трёхтысячный коллектив. А сама «Выборча» из предвыборной листовки превратилась в общенациональный ежедневник с полумиллионным тиражом.
Со временем из «Газеты Выборчей» вырос холдинг под названием Agora.
В 2000—2004 годы печаталось еженедельное бесплатное приложение комиксов «Komiksowo», предназначенное для детской аудитории.

## Человек года по версии «Газеты Выборчей»
Начиная с 1999 года, редакционная коллегия присуждает титул «Человек года» (пол. Człowiek Roku). Это звание получали:
- Вацлав Гавел (1999)
- Джордж Сорос (2000)
- Сергей Ковалёв (2001)
- Йошка Фишер (2002)
- Гюнтер Ферхойген (2003)
- Бронислав Геремек (2004)
- Хавьер Солана (2005)
- Збигнев Бжезинский (2006)
- Юзеф Жицинский (2007)
- Анджей Вайда (2008)
- Тадеуш Мазовецкий (2009)
- Владислав Бартошевский (2010)
- Рихард фон Вайцзеккер (2011)
- Тадеуш Конвицкий (2012)
- Йоани Санчес (2013)
- Михаил Ходорковский (2014)
- Бронислав Коморовский (2015)
- Тимоти Снайдер (2016)
- Франс Тиммерманс (2017)
- Энн Эпплбаум (2018)
- Дональд Туск (2019)
- Томаш Гродзкий (2020)
- Светлана Тихановская (2021)
- Сергей Жадан (2022)
- Ханна Махиньская (2023)
- Агнешка Холланд (2024)